# Pipunculus stackelbergi
Pipunculus stackelbergi är en tvåvingeart som beskrevs av Kuznetzov 1991. Pipunculus stackelbergi ingår i släktet Pipunculus och familjen ögonflugor. Inga underarter finns listade i Catalogue of Life.